# Ryk Neethling
Ryk Neethling (ur. 17 listopada 1977 w Billericay) – były południowoafrykański pływak specjalizujący się w stylu dowolnym, medalista olimpijski oraz mistrzostw świata, rekordzista świata na krótkim basenie.
Jego największym sukcesem było mistrzostwo olimpijskie w sztafecie 4 x 100 m stylem dowolnym w 2004 r. w Atenach.